# Epipactis provincialis
Epipactis provincialis är en orkidéart som beskrevs av Aubenas och Karl Robatsch. Epipactis provincialis ingår i släktet knipprötter, och familjen orkidéer. Inga underarter finns listade i Catalogue of Life.